# Када Делић
Када Делић Селимовић (Дубраве Горње, 10. јул 1966) је бивша атлетичарка и репрезентативац БиХ у брзом ходању.

## Биографија
Основну школу завршила је у родном мјесту, а средњу управну школу у Тузли. На Факултету спортских наука Паневропског универзитета "Апеирон" у Бањој Луци дипломирала је 2007, магистрирала 2010. одбраном рада Значај стратешког планирања при постизању врхунских резултата атлетичара и докторирала 2014. одбраном тезе Селекција и развој атлетских талената до остваривања врхунских резултата. На истом факултету бирана је у звање доцента (2014) и ванредног професора (2020). Објавила је три књиге и десетак научних радова. Била је државна репрезентативка Босне и Херцеговине у атлетици (дисциплина брзо ходање). Учествовала је на олимпијским играма у Барселони (1992) и Атланти (1996), свјетским првенствима у Штутгарту (1993) и Гетеборгу (1995), Европско првенство у атлетици у дворани Париз (1994) и Европском првенству у атлетици на отвореном Хелсинки (1994). Спортски савез Републике БиХ прогласио ју је најбољом спортисткињом
БиХ (1994). До 2019. држи рекорд БиХ у ходању на 3.000 м, 5.000 м и 10.000 м. Као тренер атлетске репрезентације БиХ учествовала је на олимпијским играма у Сиднеју (2000) и Атини (2004). Била је члан Олимпијског комитета БиХ (1997-2001). Директор је Специјалне олимпијаде БиХ и Атлетског клуба "Слобода Техноград", Тузла, те предсједник Атлетског савеза ФБиХ.

## Лични рекорди
| Представља Босна и Херцеговина | Представља Босна и Херцеговина | Представља Босна и Херцеговина | Представља Босна и Херцеговина | Представља Босна и Херцеговина |         |
| Година                         | Такмичење                      | Мјесто                         | Позиција                       | Дисциплина                     | Вријеме |
| ------------------------------ | ------------------------------ | ------------------------------ | ------------------------------ | ------------------------------ | ------- |
| 1992.                          | Олимпијске игре                | Барселона, Шпанија             | 38.                            | 10 км                          | 55:24   |
| 1993.                          | Свјетско првенство             | Штутгарт Њемачка               | 38.                            | 10 км                          | 49:06   |
| 1994.                          | Европско првенство             | Хелсинки, Финска               | 26.                            | 10 км                          | 49:58   |
| 1995.                          | Свјетско првенство             | Гетеборг, Шведска              | 39.                            | 10 км                          | 47:43   |
| 1996.                          | Олимпијске игре                | Атланта, САД                   | 38.                            | 10 км                          | 48:47   |